# Bupu (Dragonlance)
Bupu es un personaje de la saga Dragonlance escrita por Margaret Weis y Tracy Hickman. Este personaje aparece en los mundos de Krynn, es de la familia noble de los Enanos Gully, y según fuentes esposa de Gran Bulp Fudge I.

Bupu, una enana gully residente en Xak Tsaroth, es víctima de un hechizo de amistad por parte de Raistlin, que quiere saber por dóde se debe ir a la guarida del dragón que habita en las ruinas. Pero no sale bien la cosa, porque en vez de hacerse amiga del mago, Bupu se enamora perdidamente de él. Así, le regala un "libro viejo" que resulta ser la Obra Completa del archimago Fistandantilus.
Agradecido, Raistlin le regala una "piedra bonita", que es en realidad una bella esmeralda brillante. Corre la leyenda de que cuando un enano gully se encuentra en apuros, si hurga en sus bolsillo encontrará una esmeralda mágica que le ayudará en lo que mecesite. 
El caso es que la enana le ayuda en varias aventuras durante la Guerra de la Lanza, pero al final...
Aquí hay dos finales que no concuerdan, pero los dos aparecen en las obras de la dragonlance:
1.-Bupu muere y Raistlin llora por ella.
2.-Bupu vuelve a su casa porque Raistlin se lo pide y años después reaparece prometida con el Gran Bulp Fudge I en la apertura de "El Último Hogar" por parte de Caramon y Tika.